# Point Hicks
Point Hicks (precedentemente chiamato Cape Everard), è un promontorio costiero nella regione di East Gippsland dello stato di Victoria, in Australia, situato all'interno del Parco Nazionale di Croajingolong. Il punto è segnato dal faro di Point Hicks che si affaccia sul Mar di Tasmania.
I tradizionali custodi della terra che circonda Point Hicks sono i popoli aborigeni australiani Bidawal e Gunaikurnai che chiamarono il punto Tolywiarar. Nell'aprile 1770 quest'area divenne la prima terra sulla costa orientale dell'Australia nota per essere stata avvistata dagli europei, quando la nave HMS Endeavour raggiunse il continente durante il primo viaggio di James Cook nel Pacifico.

## Nome
Il punto prende il nome dal tenente Zachary Hicks dell'Endeavour che, nell'aprile del 1770, vide per la prima volta una terra che si presume fosse la costa orientale della Nuova Olanda.

## Storia
Dopo aver tracciato la mappa della Nuova Zelanda durante il suo primo viaggio di scoperta, Cook si diresse verso ovest, con l'intenzione di approdare nella Terra di Van Diemen (l'odierna Tasmania) per stabilire se facesse o meno parte del presunto continente meridionale. Tuttavia, fu costretto a mantenere una rotta più settentrionale a causa delle tempeste prevalenti e il 19 aprile 1770 la terra fu avvistata alle 6 del mattino. Due ore dopo, Cook fece un'ulteriore osservazione della terra e la chiamò Point Hicks. Cook registrò l'evento così:
Il punto di terra più meridionale [sic] che avevamo in vista che portava da noi W 1/4 S ho giudicato essere nella latitudine di 38°..0' S° e nella longitudine di 211°..07' W t dal meridiano di Greenwich. L'ho chiamato Point Hicks, perché il tenente Hicks è stato il primo a scoprire questa terra.
Cook calcolò che la terra di Van Diemen avrebbe dovuto trovarsi a sud della loro posizione, ma avendo scoperto che la costa tendeva a sud-ovest, registrò il suo dubbio che questa massa continentale fosse collegata ad essa.
La carta manoscritta di Cook della costa orientale dell'Australia, inizia in un punto che chiamò Point Hicks e di cui fornì le coordinate come 38°0'S e 148°53'E. Tuttavia, queste coordinate sono diversi km al largo a una profondità di 91 metri. È stato suggerito che Cook sia stato ingannato da un banco di nuvole, da un errore della bussola o da un'osservazione errata. Margaret Cameron-Ash, tuttavia, afferma che Cook falsificò deliberatamente le sue carte e coordinate per nascondere l'esistenza dello Stretto di Bass per ragioni di politica militare e coloniale. Tali affermazioni sono state vigorosamente contestate in quanto prive di prove solide.
Tuttavia, è probabile che il "Punto di terra" di Cook non fosse l'odierno Point Hicks e si trovi un po' a sud-ovest.

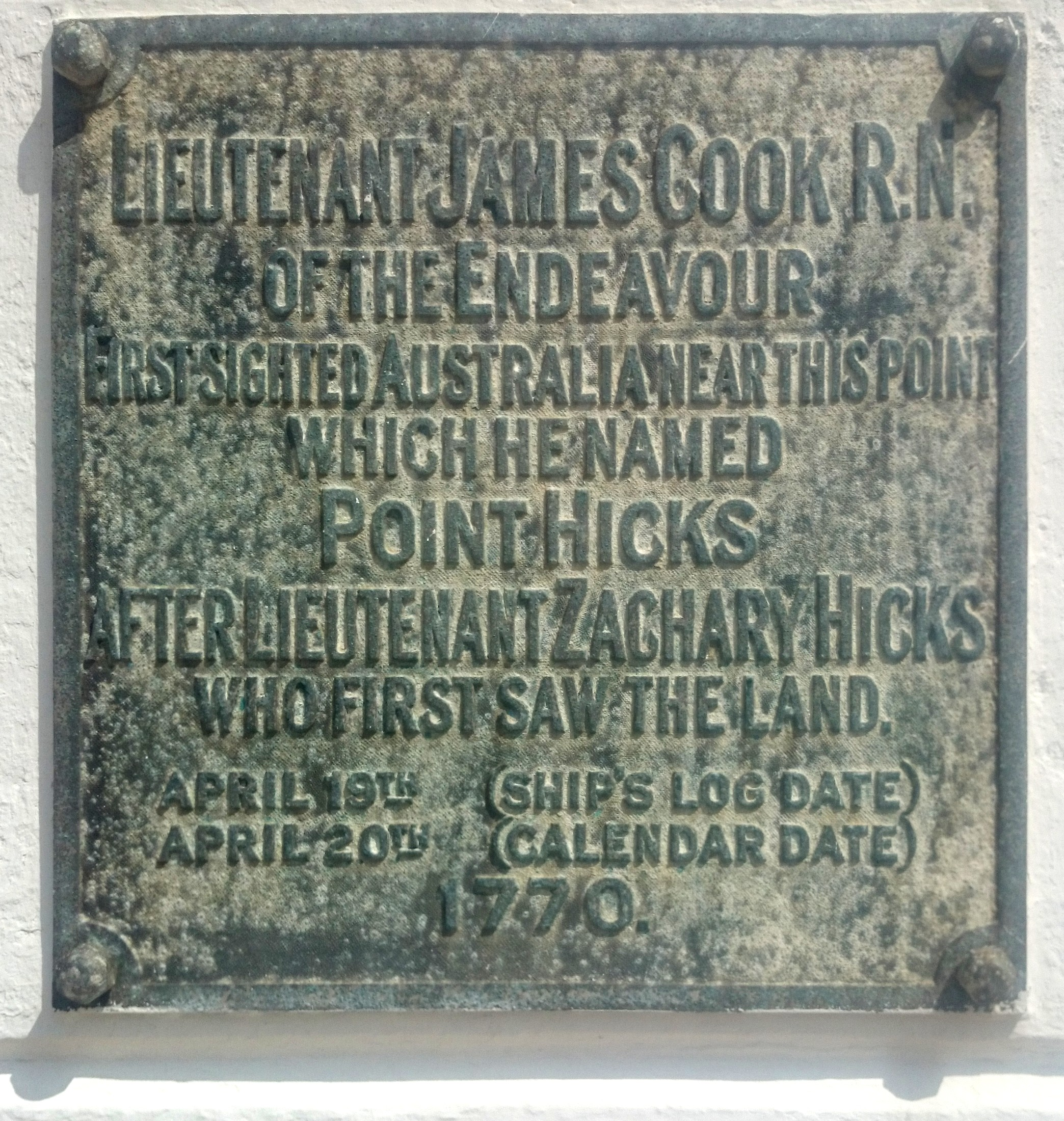
La targa sul lato verso terra dell'obelisco a Point Hicks, Victoria, Australia.

Alla fine del 1797, George Bass oltrepassò l'area su una baleniera aperta e non fu in grado di identificare il punto. Sebbene Matthew Flinders avesse navigato oltre l'area nel 1798–99 e di nuovo nel 1802–03, l'area costiera vicino a Point Hicks rimase sempre fuori dal suo raggio visivo. Quando disegnò la sua carta, si basò sulle osservazioni di Bass, omettendo così Point Hicks. Il nome Point Hicks fu ancora utilizzato su alcune mappe fino al 1840.
Il primo uso del nome Cape Everard è stato attribuito all'idrografo John Lort Stokes, che esaminò la costa nel Beagle nel 1843. Si presumeva che l'avesse chiamato in onore del collega ufficiale di marina James Everard Home. Le mappe di Stokes non registrano il nome, ma molte fonti secondarie gli attribuiscono la sua introduzione. La prima mappa conosciuta che mostra Cape Everard fu realizzata nel 1852 e pubblicata nel 1853 dal geometra George Douglas Smythe. Se coniò il nome, allora, secondo una teoria, potrebbe essersi riferito a William Everard, un commissario delle terre della corona dell'Australia meridionale. Il nome Cape Everard fu adottato dopo il 1853 e fu utilizzato fino al 1970, quando la località fu ribattezzata Point Hicks.
Nonostante l'uso del nome Cape Everard per designare il promontorio, il nome originale di Point Hicks di Cook venne registrato su un monumento a forma di obelisco eretto dal governo australiano sul sito nel 1924. L'iscrizione sul lato terraferma del monumento recita:
Negli anni '30, l'uomo d'affari e filantropo australiano, Russell Grimwade, commissionò l'estrazione di pietre da Cape Everard e la spedizione a Great Ayton nello Yorkshire. Vennero poi utilizzate per creare una replica del monumento con una targa identica, che è stata collocata nel sito della casa dei genitori del capitano Cook, dopo che Grimwade aveva organizzato lo smantellamento e la ricostruzione della casa a Fitzroy Gardens, Melbourne, nel 1934.»
Negli anni 1930, l'uomo d'affari e filantropo australiano, Russell Grimwade, commissionò l'estrazione di pietre da Cape Everard e la spedizione a Great Ayton nello Yorkshire. Vennero poi utilizzate per creare una replica del monumento con una targa identica, che è stata collocata nel sito della casa dei genitori del capitano Cook, dopo che Grimwade aveva organizzato lo smantellamento e la ricostruzione della casa a Fitzroy Gardens, Melbourne, nel 1934.»
(Dal Libro di bordo del capitano Cook)
Il nome di Cook, Point Hicks, è stato ufficialmente stabilito come nome del promontorio come parte della commemorazione del bicentenario del viaggio di Cook del 1770. Il premier vittoriano Henry Bolte proclamò il nuovo nome in una cerimonia in quel punto il 20 aprile 1970.